# Valerie Hackl
Valerie Hackl (Bécs, 1982. augusztus 29. –) osztrák üzletasszony, Ausztria közlekedési, innovációs és technológiai minisztere volt.

## Életpályája
1996 és 1998 között a ritmikus gimnasztikában sportolt.
2012 és 2019 között az Osztrák Szövetségi Vasutaknál dolgozott. 2012 és 2014 között Christian Kern munkatársa volt. 2019-ben az Austro Control ügyvezetője volt.